# ジャイルズ・ギルバート・スコット
ジャイルズ・ギルバート・スコット（Giles Gilbert Scott）は、イギリスの建築家。折衷主義建築を得意とした。リヴァプール大聖堂やケンブリッジ大学図書館の設計で知られている。

## 経歴
ジャイルズの祖父はビクトリア時代の著名な建築家ジョージ・ギルバート・スコットである。父や叔父も建築家であり、兄弟や息子の中にも建築の道に入った者がいるなど、建築界と関わりの深い家系に生まれた。
ジャイルズが3歳の時、父が精神障害を発症しベスレム病院に収容されたため、それ以降は母親に育てられた。彼はカトリック系の学校で教育を受けた。父親に会う機会は少なかったが、彼は父の設計したゴシック建築を敬愛していた。
19歳で父の友人のテンプル・ムーアの建築事務所に見習いとして入所した。2年後、リヴァプール教区が大聖堂の新築を計画中で設計競技を開催することを知り、ムーアの許可を得てデザイン案を作成し応募した。この競技にはチャールズ・レニー・マッキントッシュなどの一流の建築家が多数参加していたが、翌年ジャイルズの案が1等に選ばれた。
イングランド国教会の建物をカトリックの建築家が設計するのは異例な事だったが、リヴァプール主教が承認したため設計者はジャイルズに決定した。しかし、実務経験が無いに等しい22歳の若者に任せるのは無理があるため、競技設計の選考委員の一人であるジョージ・F・ボドリーが支援することになった。
1904年、大聖堂の建設が開始されたが、1907年にボドリーが死去したため結局はジャイルズひとりで設計を進めることになった。資金難に直面し工事は非常にゆっくりと進行した。ジャイルズのデザイン案はゴシック・リヴァイヴァル建築だったが、彼は1910年に設計を変更し当時流行していたモダニズム建築を採り入れた。結果的に折衷主義建築となり装飾は大幅に簡略化された。リヴァプールでの滞在先ブリタニア・アデルフィ・ホテルの受付をしていたルイーズと懇意となり結婚した。第一次世界大戦の影響を受け、労働者不足で建設は停滞した。
1924年に主教が聖別の儀式を行い大聖堂の使用を開始した。ただし、この時点で完成したのは内陣だけであり仮設の壁で塞がれていた。リヴァプール大聖堂設計の功績によりジャイルズはジョージ5世からナイトに殊勲された。1933年には王立英国建築家協会の会長に選出された。1944年にはジョージ5世からメリット勲章も与えられた。1949年にアルバート・メダルを受賞。
ジャイルズは1960年に79歳で亡くなった。リヴァプール大聖堂の最終的な完成は1978年である。

## 作品
イギリスの赤い電話ブースは、GPO（現ポスト・オフィス・リミテッド）の依頼を受けたジャイルズがデザインした。鋳鉄製。

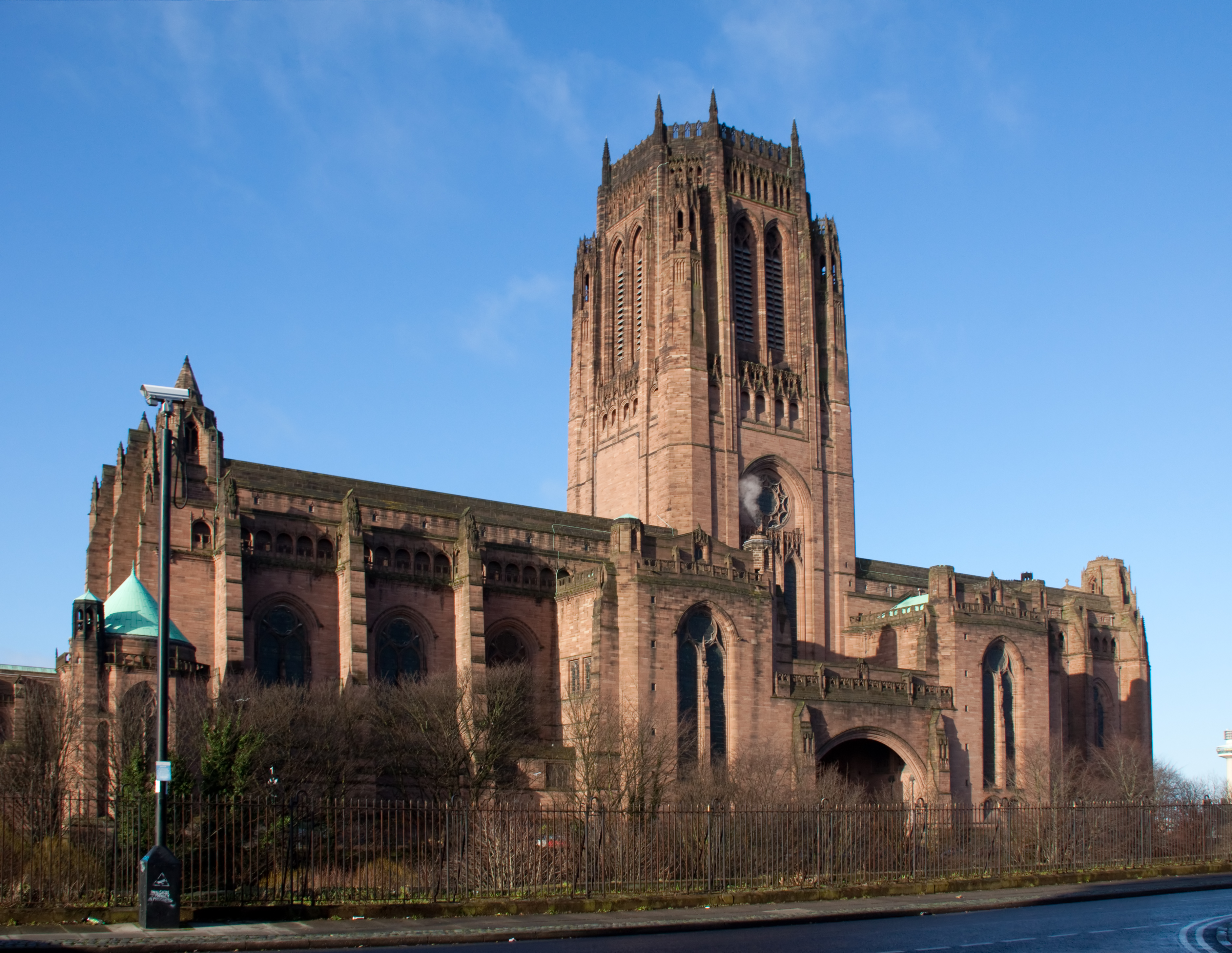
リヴァプール大聖堂
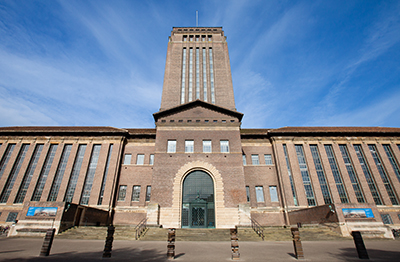
ケンブリッジ大学図書館
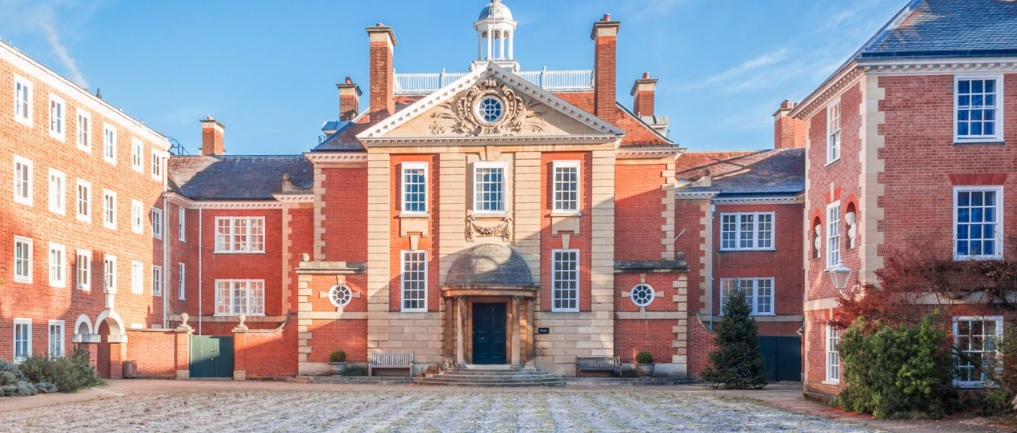
レディ・マーガレット・ホール
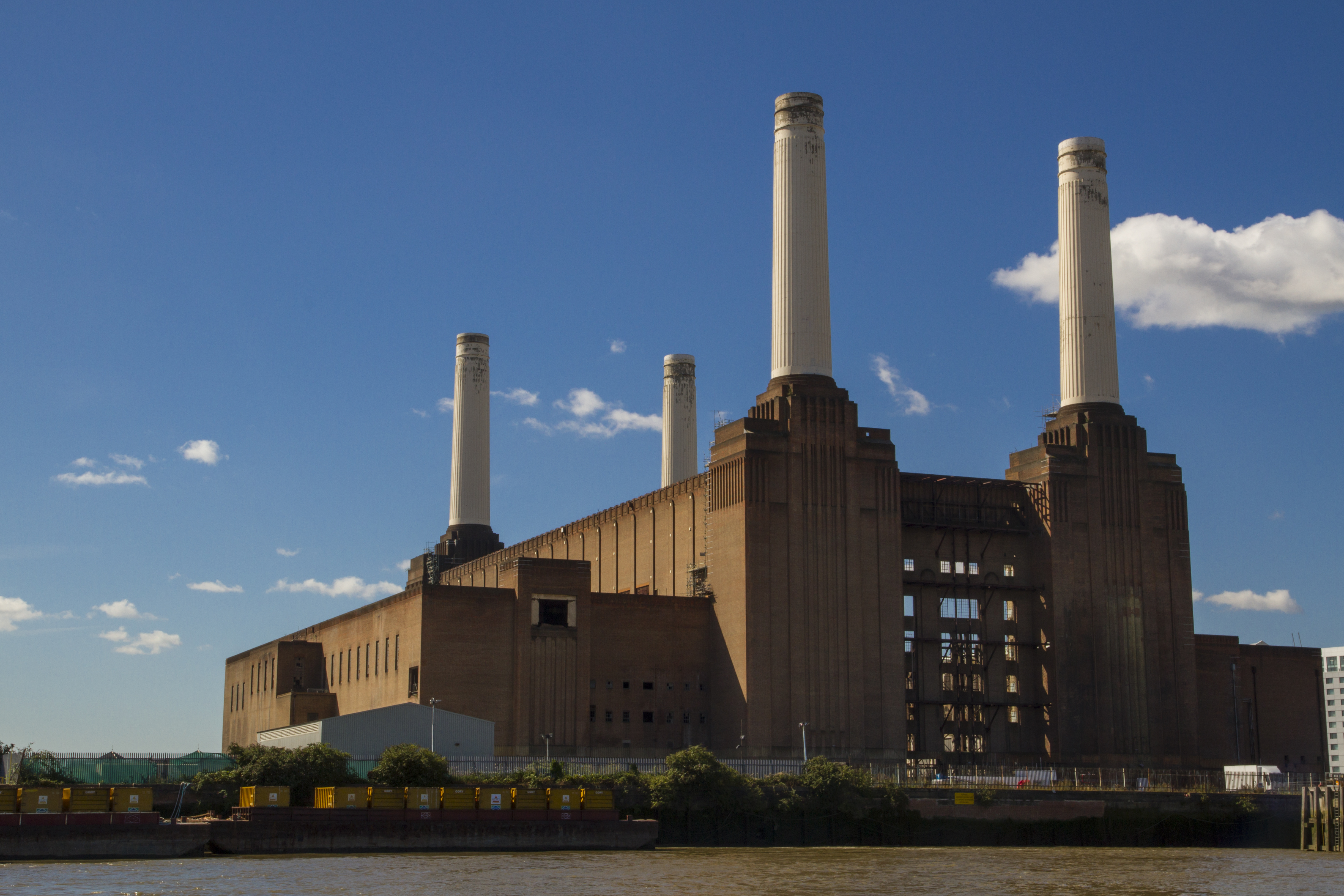
バタシー発電所
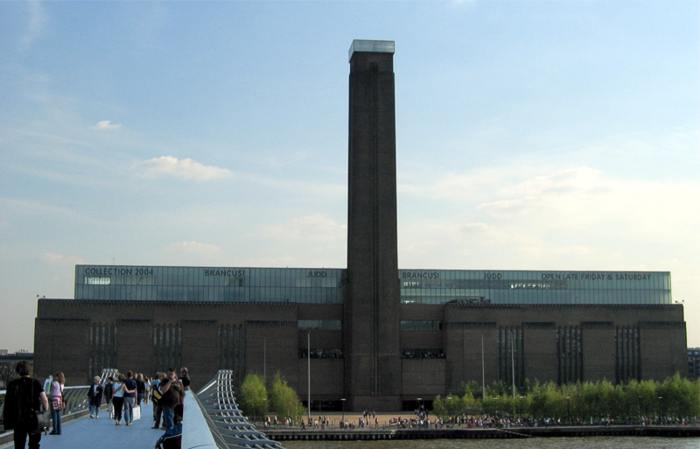
バンクサイド発電所
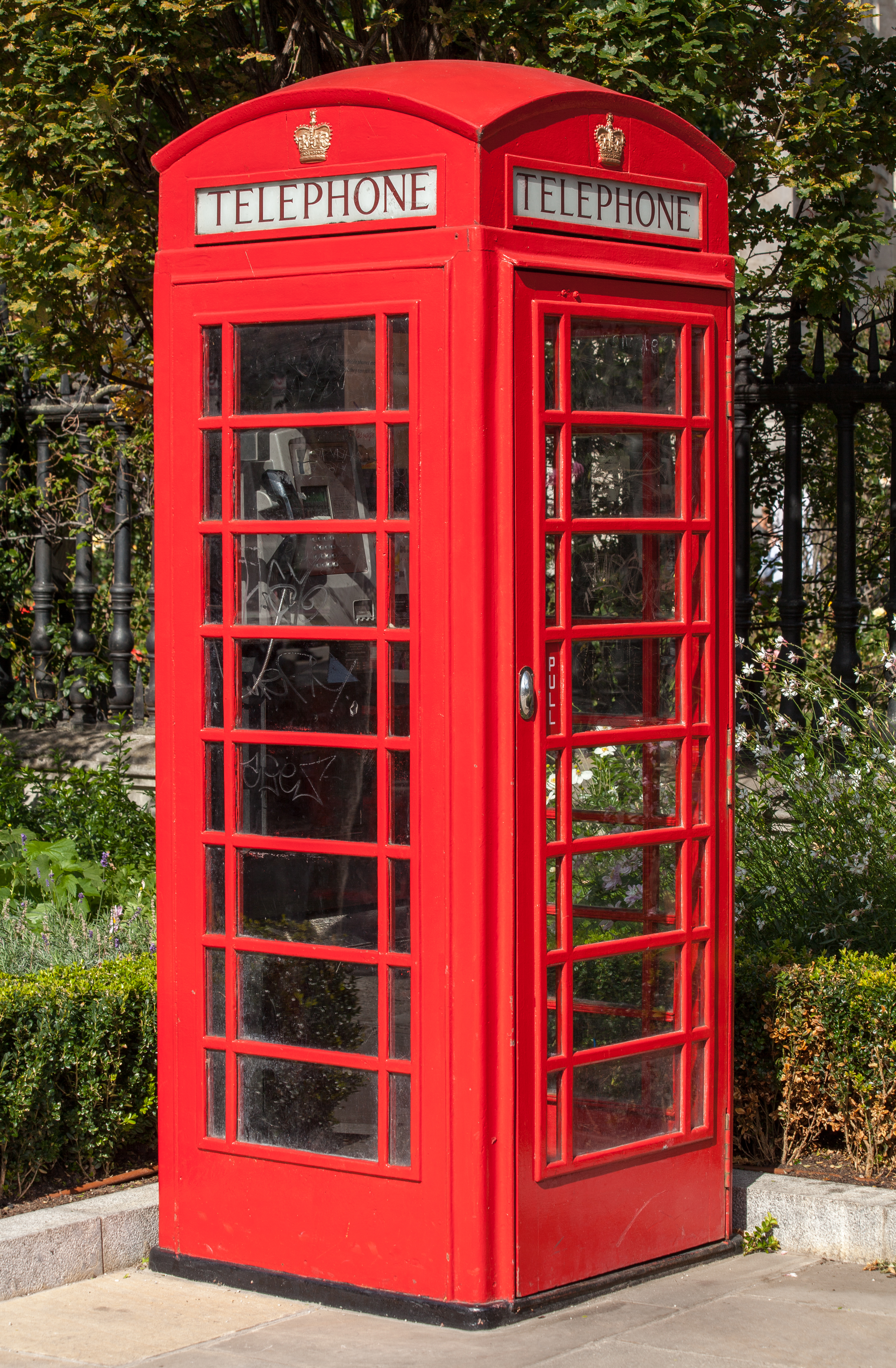
赤い電話ブース